# Heteroclinus heptaeolus
Heteroclinus heptaeolus is een straalvinnige vissensoort uit de familie van beschubde slijmvissen (Clinidae). De wetenschappelijke naam van de soort is voor het eerst geldig gepubliceerd in 1885 door Ogilby.